# Jimmy Murray
Jimmy Murray (4 de febrer de 1933 - 10 de juliol de 2015) fou un futbolista escocès de la dècada de 1950.
Fou internacional amb la selecció d'Escòcia amb la qual participà en la Copa del Món de futbol de 1958. Pel que fa a clubs, defensà els colors de Heart of Midlothian.